# MogguhRick
MogguhRick was een radioprogramma van Rick van Velthuysen op Radio Veronica, dat sinds 2 februari 2009 elke werkdag tussen 6 tot 9 uur werd uitgezonden.
Van Velthuysen werd bijgestaan door Koert Walraven in de studio, en razende reporter Erik-Jan Rosendahl die door Nederland reed en verslag deed. Met hen maakte Van Velthuysen al eerder het nachtprogramma MiddenInDeNachtRick op Radio 538. 
Invalpresentator was Erwin Peters, meestal samen met Marlous Löffelman. Met Löffelman maakt Van Velthuysen ook het programma WeekendRick. In de laatste week van het programma (week van 26 juli 2010) was echter Henk Westbroek mede presentator. Erwin Peters was tot juli 2009 de dagelijks de sidekick/medepresentator van Van Velthuysen. Daarna zou Peters alleen nog invallen als Van Velthuysen op vakantie was. Vanaf dat moment was producer Koert Walraven ook de sidekick.
De razende reporter was eerst een korte tijd Mario de Pizzaman (een pseudoniem van Mario van Zijl), maar daarna Erik-Jan Rosendahl.
Op 21 juni 2010 werd bekend dat MogguhRick op 2 augustus 2010 wordt vervangen door een nieuwe ochtendshow van Robert Jensen samen met sidekick Jan Paparazzi. 

## Onderdelen
Enkele programma-onderdelen waren Johan Derksen met de Veronica Voetbal Update op vrijdag, René van der Gijp op maandag, Olav Mol met het Formule 1-nieuws tijdens de races en Arend Langenberg met het laatste nieuws. Verder was er elke dag een nieuwe MogguhRick-Top 5, dat zijn de vijf beste manieren om... Elke dag is het wat anders. Voor het actuele weer werd soms gebeld naar de Governator (Rosendahl die Arnold Schwarzenegger nadeed). Verder speelde de actualiteit een belangrijke rol, elke dag belden ze met mensen die op dat moment in het nieuws waren. Een ander onderdeel was de "Verslaapmuts" waarbij iemand iemand anders door Van Velthuysen uit zijn bed kon laten bellen even voor 7 uur.
Rosendahl maakte jingles voor het programma en bedacht allerlei spelletjes. Enkele dingen die hij deed waren:
- De dagrap. Een rap over nieuwsfeiten van die dag.
- Rare dingen op marktplaats.nl. Hij belde iemand over een merkwaardige of dubbelzinnige advertentie op marktplaats.nl.
- Het grote hagelslagspel. Hij schudde met een pak hagelslag in het ritme van een pop-nummer. De luisteraars moesten dan raden om welk nummer het ging.
- Ikke-ikke-ikke. Tijdens de radioshow reed Rosendahl door Nederland met T-shirts van Veronica die hij op een parkeerplaats langs de snelweg uitdeelde. Aangezien hij te weinig T-shirts had liet hij iedereen in een kring staan en ikke-ikke-ikke roepen. Wie dat goed deed kreeg een T-shirt.

Rosendahl werd op 14 mei 2009 door de politie opgepakt, omdat hij op de radio deed alsof hij een autoruit van een politieauto ingooide. Het was echter een hoorspel zoals hij die vaker maakte.
Op vrijdag 24 juli 2009 werd er een ludieke voedseldropping op Ameland georganiseerd. Omdat er op Ameland geen chinees restaurant was werd chinees eten met behulp van twee helikopters en een vliegtuig naar Ameland gebracht.